# العلاقات التنزانية الليختنشتانية
العلاقات التنزانية الليختنشتانية هي العلاقات الثنائية التي تجمع بين تنزانيا وليختنشتاين.

## مقارنة بين البلدين
هذه مقارنة عامة ومرجعية للدولتين:
| وجه المقارنة                                              | تنزانيا                        | ليختنشتاين                                 |
| --------------------------------------------------------- | ------------------------------ | ------------------------------------------ |
| المساحة (كم2)                                             | 947.30 ألف                     | 16                                         |
| عدد السكان (نسمة)                                         | 57.31 مليون                    | 37.47 ألف                                  |
| الكثافة السكانية (ن./كم²)                                 | 60.5                           | 234.19 ألف                                 |
| العاصمة                                                   | دودوما                         | فادوتس                                     |
| اللغة الرسمية                                             | اللغة السواحلية، لغة إنجليزية  | اللغة الألمانية                            |
| العملة                                                    | شيلينغ تانزاني                 | فرنك سويسري                                |
| الناتج المحلي الإجمالي (بليون دولار)                      | 52.09 مليار                    | 6.29 مليار                                 |
| الناتج المحلي الإجمالي (تعادل القوة الشرائية) بليون دولار | 138.73 مليار                   |                                            |
| الناتج المحلي الإجمالي الاسمي للفرد دولار أمريكي          | 878                            |                                            |
| الناتج المحلي الإجمالي للفرد دولار أمريكي                 | 2.54 ألف                       |                                            |
| مؤشر التنمية البشرية                                      | 0.521                          | 0.908                                      |
| رمز المكالمات الدولي                                      | +255                           | +423                                       |
| رمز الإنترنت                                              | .tz                            | .li                                        |
| المنطقة الزمنية                                           | ت ع م+03:00، توقيت شرق أفريقيا | توقيت وسط أوروبا، ت ع م+01:00، ت ع م+02:00 |

## منظمات دولية مشتركة
يشترك البلدان في عضوية مجموعة من المنظمات الدولية، منها:
| علم المنظمة | اسم المنظمة                   | تاريخ انضمام تنزانيا | تاريخ انضمام ليختنشتاين |
| ----------- | ----------------------------- | -------------------- | ----------------------- |
|             | الاتحاد البريدي العالمي       | ?                    | ?                       |
|             | الاتحاد الدولي للاتصالات      | 31 أكتوبر 1962       | 25 يوليو 1963           |
|             | منظمة حظر الأسلحة الكيميائية  | ?                    | ?                       |
|             | منظمة التجارة العالمية        | 1995                 | ?                       |
|             | منظمة الشرطة الجنائية الدولية | ?                    | ?                       |
|             | الأمم المتحدة                 | 14 ديسمبر 1961       | 18 سبتمبر 1990          |

## وصلات خارجية
- موقع وزارة الخارجية التنزانية